# Szellemi termelési mód
A szellemi termelési mód Kapitány Ágnes és Kapitány Gábor "A szellemi termelési mód" című könyvében szereplő kifejezés. A kötetben kifejtett gondolatmenet szerint a tőkés termelési módot felváltó következő változat a szellemi termelési mód lehet.
A szellemi alkotások (szellemi termékek) jellemzője, hogy felhasználásuk során nem semmisülnek meg, nem használódnak el, így korlátlanul megoszthatóak. Ez alapvetően megkülönbözteti őket az anyagi termékektől. Ez a különbség az alapja annak, hogy a szellemi termelési mód - mint újfajta termelési mód - gondolata felvetődhet, ugyanis a hagyományos árucsere, és ennek fejlettebb változata, a "piac" az anyagi termékek cseréjére alakult ki, így nem optimális eszköze a szellemi termelők együttműködésének.
Tulajdonképpen minden termelő tevékenységnek van szellemi mozzanata is, és a technológiai fejlődés során ennek a mozzanatnak a jelentősége egyre növekszik. Amennyiben a szellemi termelés válik a termelés meghatározó elemévé (ezzel foglalkozik az emberek meghatározó része, és ez válik a társadalmi összmunkaidő-ráfordítás meghatározó, illetve az értéktermelés meghatározó elemévé) akkor az ehhez igazodó együttműködési formák válnak meghatározóvá, és ezért új termelési módról, a szellemi termelési módról beszélhetünk. A Kapitány házaspár a szellemi termelési mód fogalmát és jellemzését Marx társadalomfilozófiájából kiindulva, de azzal több helyen vitatkozva vezeti le.

## A szellemi termelési mód néhány jellemzője
A Kapitány házaspár munkája alapján:
- Autonóm individuumok részvétele (szabad emberek szabad társulása),
- Plurális de nem relativizáló megközelítés (az eltérő vélemények meghallgatása, hasznosítása konszenzusra törekedve az objektív igazság felismerése érdekében),
- Minőség-elv (a mennyiség-elv helyett),
- Az egész emberiséghez (emberi-nemhez) kapcsolódás (az önzésen,  részérdekeken, nacionalizmuson felülemelkedés),
- Innovatív (újító), Menedzselő (szervező) és társadalomkritikai elemek integrálása a gondolkodásban és cselekvésben,
- Hosszú távú gondolkodás; az egymás kölcsönös gazdagítása a cél, nem rövidtávú az egyes tranzakciókra vonatkoztatott költség-haszon optimalizálás.
- Jellemzően mindenki termelő és fogyasztó is egy személyben